# Савва (Струве)
Архимандри́т Са́вва (в миру Константи́н Петро́вич Стру́ве; 11 октября 1900, Санкт-Петербург — 14 марта 1949, Ладомирова, Чехословакия) — религиозный деятель русской эмиграции, духовный писатель, публицист, издатель. Архимандрит Русской православной церкви, последний настоятель монастыря преподобного Иова Почаевского в Ладомировой.

## Биография

### Ранние годы
Родился 11 октября 1900 года в Санкт-Петербурге в семье Петра Бернгардовича Струве. Революция в России заставила семью Струве эмигрировать. Среднее образование лишь получил в эмиграции, в русской гимназии Земгора в Моравской Тржебове, куда прибыл вместе с братом Аркадием в последние дни февраля 1922 года, быстро подготовился и сдал экзамены за весь курс. В это время он посещал богослужения в походном русском храме, где служил священник Иаков Ктитарев.
В октябре 1922 года начинает слушать лекции на евангельском теологическом факультете Гейдельбергского университета, где проучился недолго. Старательно занимался греческим языком. Следил за современными русскими новостями, читая берлинские газеты «Руль» и «Дни», которые присылал ему брат Глеб Петрович, а брата Алексея просил присылать парижские «Последние новости» и «Звено», «особенно NoNo в кот[орых] есть что-нибудь о Церкви, […] — я собираю все сведения о положении церкви для очерка на нем[ецком] языке». Получал он и «Русские вести» из Гельсингфорса, и сам написал для них статью памяти адмирала А. В. Колчака. Приходящие из разных концов Европы русские газеты систематически пересылал бывшим своим товарищам по гимназии. Вынашивал планы заняться «культурной пропагандой, вернее просто осведомлением немцев о Православной русской Церкви», затем, в условиях возникшего в эмиграции острого книжного голода, мечтал создать русское церковное издательство и подготавливает программу возможных публикаций.
Получив диплом, продолжил обучение на католическом факультете Карлова университета в Праге. В Праге, он включается в работу православных кружков молодёжи, посещает богословские семинары и лекции, слушает о. Сергия Булгакова и Г. В. Флоровского, наставляет его и епископ Сергий (Королёв), помогающий изучать богослужение. Ещё в 1924 году Константин вступает в переписку с архимандритом Виталием (Максименко) и старается привлечь внимание эмиграции к просветительской работе Типографского братства среди обращающегося к православию униатского крестьянского населения Словакии, обращается, в частности, к давнему сотруднику своего отца А. В. Карташеву.

### Учёба в Свято-Сергиевском богословском институте
Несистематические занятия в Праге и желание получить все же богословскую подготовку приводят его в открывшийся в Париже Свято-Сергиевский богословский институт, куда он и поступает в числе первых студентов, переехав вместе с родителями в Париж, где, начиная с июня 1925 года, его отец редактирует газету «Возрождение». С этого момента Константин деятельно участвует в работе редакции, пишет статьи на церковно-общественные темы и рецензии на новые книги. После ухода П. Б. Струве в августе 1927 года из «Возрождения» Константин продолжает публиковаться и в других возглавляемых его отцом газетах — «Россия» и «Россия и славянство». Учение ему явно нравится с самых первых дней. Обучение его идет весьма успешно. Константин исполняет обязанности помощника библиотекаря института. Книжное собрание только начинает формироваться, и он полтора-два часа в день занят составлением карточного каталога при том, что расписание жизни подворья все же весьма сурово: подъём в 6.30 утра, в 7.00 благовест на утреню, лекции с 8.30 до 13.30, вечерня в 16.00, свободного времени для занятий 3 часа в день.
Летом 1926 года Константин много пишет для «Возрождения». В конце августа он уезжает в Базель обучать русскому языку профессора Фрица Либа, бывшего социалиста, готового за эти занятия предоставить комнату, питание и деньги на необходимые расходы: «С этим профессором надо беседовать о православии, удовлетворять его потребности понимать православие. […] У него одна из самых богатых богословских библиотек в Швейцарии». За два месяца пребывания в Базеле и сам город и его обитатели пришлись ему по душе. Посетил он и базельскую галерею, отметив, что питает «симпатию только к религиозной и портретной живописи». Вернувшись 23 октября в Париж, где его встретили «приветливо и было радостно увидеть друзей», Константин продолжает слушать лекции и записывается в два семинара из предложенных шести — к о. Сергию Булгакову по догматическому богословию, где разбирают творения Иоанна Дамаскина, и к А. В. Карташёву, по истории Древней Церкви, где разбирают «Историю Церкви» Евсевия Кесарийского. Особое внимание он намеревается уделить в наступившем учебном году древним языкам. Возникшее зарубежное внутрицерковное разделение затрагивает и Сергиевское подворье: «У нас на Подворье все крепко стоят за митр Евлогия и останутся ему верны».
11 марта 1927 года Константин оставляет институт и переселяется в Вильжюиф, а 17 марта отправляется в туберкулёзный санаторий в Обюр около Страсбурга, где не прекращает занятий, рассчитывая «вернуться ещё к экзаменам к концу мая. Ибо ведь у меня все очень не значительное». Не имея поблизости православного храма, Константин часто посещает местную католическую церковь, просит брата прислать ему католический молитвенник: «Я не хочу терять возможности опытно и тщательно ознакомиться с римским культом, каковой потом может и не представиться. А для богослова такое знание весьма полезно, не говоря о том, что меня эта область просто интересует». В июне к нему присоединяется безнадежно больной брат Лев, и Константин, несмотря на болезнь, отдает ему много времени и сил, а в начале июля к ним приезжает мать. По санаториям он путешествует до возобновления учебных занятий, к которым был допущен 10 октября 1927 года. Несмотря на успешный вроде бы курс лечения и надежду по возвращении на подворье в целях экономии «на первое время […] поселиться в общем дортуаре, раз бацилл не найдено», ему приходится нанимать отдельную комнату вплоть до окончания Института.
В конце 1927 года воспитанниками Богословского института было основано, «по мысли студентов А. И. Греве (ныне Еп. Никон) и К. П. Струве» студенческое братство имени преподобного Сергия при Парижской высшей духовной школе по примеру Московской духовной академии. Как вспоминал Л. А. Зандер: «К. П. Струве и был его первым выборным Старостою. Первоначальною целью Братства было объединение студентов наличных и будущих. Она осложнилась впоследствии задачами миссионерскими». Внешнее служение этого Братства Православной Церкви выражалось в деятельности «по четырем линиям: 1) Издательско-просветительной, 2) Религиозно-педагогической, 3) Больничной (посещение госпиталей) и 4) Богослужебной (панихиды на кладбищах). Издательство Братства возникло из скромной попытки иметь свой маленький печатный листок духовного содержания. Этой инициативой Братство обязано К. П. Струве <…> и А. И. Греве <…> На собранные по подписному листу 600 франков был выпущен к Рождеству 1927 г. первый номер журнала под скромным названием „Сергиевские Листки“. Номер посвящён был русским матерям. Затем, только за два первых года было выпущено 33 номера размером от 16 до 28 страниц в количестве 50.000 экземпляров. Издание стало популярным во всей эмиграции». Создают студенты и братскую «Библиотеку имени умученного митрополита Вениамина». Начало 1928 году ознаменовано деятельной подготовкой этого нового церковного журнала. 20 ноября Константина освобождают от обязанностей помощника библиотекаря.
«Сергиевские листки» выходят нерегулярно, по мере поступления средств (16 номеров в первый год издания, 10 — в 1929 году, по 12 — в 1930—1935 годы, по 3 — в 1936 и 1937 гг. и по одному
ному в 1938 и 1939 гг.), и Константин ведет всю канцелярию журнала. Предпочтение отдается элементарности и наглядности — разъяснению православного богослужения, истории Церкви и праздников, рассказам о святых и современных подвижниках. «Листки» расходятся невиданными для духовных изданий эмиграции тиражами. Религиозно-педагогический отдел Братства начал работу в 1929 года, и «его задачей было обслуживание духовных нужд русских учащихся, в особенности детей. В этом деле Братство пользовалось также и методом заочного преподавания, для чего ими печатались (на машинке) на отдельных листах русская грамматика, выборные места из произведений русских писателей, русские песни». Из-за финансовых обстоятельств этот отдел Братства просуществовал лишь несколько лет, успев разослать до 250 русских книжек и до 1500 экземпляров молитвенников, Евангелий, Библий и других изданий.
В 1927—1928 учебный год сложился неуспешно: 30 июня 1928 года решено было оставить студента К. П. Струве на второй год. Середину лета он проводит у монахов-траппистов в древнем монастыре Семи Источников (Abbaye Notre Dame de Sept-Fons) в департаменте Алье (Allier), в Оверни, где семеро студентов Богословского института, изучают латинский язык и отдыхают, пользуясь удивительно щедрым гостеприимством братии, что было большой удачей для не всегда сытых студентов-беженцев.
В сентябре 1928 года он живёт в парижской квартире родителей, в одиночку готовит их вещи к отправке в Белград, куда они намерены перебраться, разбирает архив Петра Бернгардовича и редакционную переписку «Возрождения» и «России», распродает ненужные вещи. По-видимому, в октябре окончательно возвращается на Сергиевское подворье завершать последний год своего учения. В феврале 1929 года в Давосе умирает Лев Струве. На Пасху 1929 года Константин старательно приглашает на Сергиевское подворье семьи братьев Глеба и Алексея, особенно заботится о том, чтобы все его многочисленные племянники попали на пасхальную вечерню для детей, устраиваемую в храме подворья.
26 июня 1929 года Константин Струве окончил полный курс Сергиевского института с правом на диплом 1 степени. Завершение обучения в институте совпадает с получением приглашения от иеромонаха Иоанна (Шаховского), основавшего в городе Бела-Црква (на русский манер называвшаяся Белая Церковь) в Королевстве Сербов, Хорватов и Словенцев Православно-миссионерское зарубежное русское подворье святого апостола и евангелиста Иоанна Богослова и Православно-миссионерское книгоиздательство при нём. Секретарём издательства становится Константин Струве. Август Константин проводит в Давосе, лечась от туберкулёза, а в Сербию направляется в начале осени 1929 года.

### В Сербии
27 сентября 1929 года сообщает супруге брата: «Теперь вот я уже на новом месте: в маленьком провинциальном городке, таком уютном и симпатичном. И мне здесь хорошо, по душе. Работа интересная и её много. С о. Иоанном приятно и отрадно работать. Живу я обособленно, в небольшой комнатке (вход со двора). Питаюсь в одной русской семье, где относятся ко мне очень радушно, кормят сытно и вкусно, по-русски. Каждый день бывает литургия — с нее собственно и начинается день — в 7 ч[асов] утра. Русская колония здесь порядочная, довольно культурная: ведь здесь два учебных заведения, в каждом из них своя домашняя церковь».
Стремление к просвещению юношества побуждает иеромонаха Иоанна (Шаховского) и Константина Струве предложить Патриарху Сербскому принять участие в издании переведённой на сербский язык известной в дореволюционной России книги «Моя первая Священная история», прося временную ссуду, на осуществление этого плана. На запрос патриарха о целесообразности этого издания управляющий монашеской школой в монастыре Раковица русский епископ Митрофан (Абрамов) отвечал, что сам не читал этой книги и не может судить о её пригодности для преподавания в сербских школах, а также ничего не знает о миссионерско-книгоиздательской работе подворья. Епископ Митрофан указывал, что в случае необходимости Священную историю можно издать в типографии его монастыря и без каких-либо субсидий.
В Сербии он окончательно утвердился в мысли принять монашество. В письме к епископу Сергию (Королеву) он писал: «Я тянулся к иночеству ещё будучи студентом, но не удовлетворяла меня мысль принять монашество на студенческой скамье; я искал монаст[ырской] жизни и с этой целью отправился в Югославию, и там жил у о. Иоанна в Белой Церкви. И вот в ночь с 20 на 21 декабря о. Иоанну приснился или явился во сне Свят. Иннокентий Ирк[утский] и он принял это за знак и сказал мне, что воля Божия есть, чтобы я принял монашество. А я ему в ответ: „благословите“. Написал он письмо Вл. Антонию». 16 февраля 1930 года Константин писал брату Алексею: «Господь указал мне путь — иноческое служение Ему Единому посреди мира. Сегодня ночью я еду в монастырь, где пробуду около полгода и, если будет Божие благословение, приму там иноческий постриг. Для меня это событие — величайшая радость, в этом вижу великую милость Господа ко мне грешному». Поступив в Мильковом монастыре, прожил там пять месяцев. По его словам «Мое пребывание в монастыре, когда я пас коров и читал сочинения еп. Игнатия Брянчанинова, дало мне в жизни больше чем все факультеты».
В том же 1930 году Константин Струве был пострижен в монашество с именем Савва в честь святителя Саввы Сербского, затем был посвящён во диакона в храме Мильковского монастыря и отправился в город Бела-Црква, где начал работать в миссионерском издательстве иеромонаха Иоанна (Шаховского). «У меня теперь с момента моего священства много и иных забот — вот служу по субботам и воскресным дням в корпусной церкви для юношей кадетов». Как вспоминал он сам, «приблизительно через 3 месяца о. иером. Иоанн […] позвал меня в алтарь и перед престолом Божиим сказал мне: „Есть воля Божия, чтобы Вы ехали к о. Виталию на Карпаты“ […] был я рукоположен во иеромонаха и через 3 месяца приехал на Карпаты во Владимирову и с тех пор не переставал благодарить Господа Бога, что Он привёл меня к этой западной веточке русского народа, с которой я сросся духовно и не хотел бы разлучаться аж до смерти». В том же году он налаживает сотрудничество с редакцией газеты «Православная Карпатская Русь», издававшейся монастырём преподобного Иова Почаевского. В 16-м номере «Православной Карпатской Руси» от 15 августа 1930 года рассылается отпечатанный в Париже четырёхстраничный рекламный проспект «Сергиевских листков» и других изданий Свято-Сергиевского братства при Богословском институте.

### Довоенные годы в Ладомировой
В январе 1931 года иеромонах Савва прибывает в монастырь включается в работу издательства и типографии. Епископ Дамаскин (Грданички) включил иеромонаха Савву в клир Мукачевской-Пряшевской епархии. Помимо служения в монастыре в Ладомировой, иеромонах Савва был назначен настоятелем приходом в Вагринце и Крайнем Чёрном. Игумен Мефодий (Канчуга) писал: «Все его прихожане, а их было очень много, чувствовали его заботливую руку. Он знал их всех поимённо, старших и детей, разделял все их нужды и горести».
Иеромонах Савва в наборе первой части «Великого сборника» — самого значительного из изданий Братства, осуществленного в продолжение нескольких лет. Он становится единственным на то время профессиональным журналистом из числа братии, поэтому его участие в издании газеты «Православная Карпатская Русь» стало ценнейшей находкой для Братства. С появлением иеромонаха Саввы на страницах газеты начинают регулярно перепечатываться материалы из лучших периодических православных изданий, выходящих в разных концах света — в Маньчжурии, Болгарии, Северной Америке. Прежние интересы иеромонаха Саввы также находят отражение в кратких заметках. Не порывает он связей и с Богословским институтом и Свято-Сергиевским студенческим братством в Париже. Уже 15 апреля выходит первая подписанная иеромонахом Саввой статья о намерении создать при Братстве духовную семинарию. Несмотря на жизнь в отдаленном и достаточно диком районе Чехословакии иеромонах Савва не порывает связей с семьей и деятельно участвует в жизни родителей и братьев.
В сентябре 1932 года иеромонах Савва намеревался по делам Миссии проехать во Францию и, если получится, в Англию и просил брата Аркадия помочь в получении визы. В результате Петр Бернгардович Струве обратился за помощью к В. А. Маклакову. Вследствие этой поездки во Францию, исключительно благодаря проповедническому дарованию иеромонаха Саввы к Братству решил присоединиться молодой художник из Ниццы Кирилл Пыжов. Слушатели о. Саввы отмечали, что изысканно одетый, высокий красавец-иеромонах оставлял у аудитории совершенно незабываемое впечатление….
Важной стороной работы Ладомировской миссии была подготовка кандидатов в священники, недостаток которых остро ощущался в Карпатской Руси. С первых лет существования Миссии основатель Ладомировского монастыря архимандрит Виталий (Максименко) мечтал о создании при ней духовной трудовой школы типа Александровской миссионерской семинарии в Ардоне, где он в свое время преподавал. Иеромонах Савва был в числе деятельных участников создания новой семинарии, постройку здания для которой Братство намеревалось осуществить в течение 1932 года. Однако у местной церковной власти это начинание поддержки не находило.
В 1933 году иеромонах Савва вторично отправляется за границу на сборы средств для обители. Эта его поездка с мощами святого Пантелеимона вызывает благодарный отклик прихожан храма в Бийанкуре, близ Парижа, где настоятельствовал знакомый ему со студенческих времён священник Иаков Ктитарев.
В связи с отъездом в США архиепископа Виталия (Максименко), который оставался пожизненным руководителем Братства, определена была новая система управления Братством. Согласно постановлению духовного собора обители от 6/19 сентября 1934 года, наместником братства назначался игумен Серафим (Иванов), благочинный иеромонах Савва (Струве) назначался помощником наместника, а братским духовником стал Афонского Пантелеимонова монастыря иеросхимонах Кассиан (Корепанов). «Сии три составляют Духовный Собор старцев и решают все дела Братства, представляя их на утверждение Руководителю». О. Савва во всем старался соблюдать строгие правила общежития, установленные архиепископом Виталием (Максименко).
Игумен Алексий (Дехтерёв), служивший в монастыре с 1934 по 1936 год, вспоминал:

С первых же дней моего пребывания в обители о. Савва произвел на меня сильное впечатление. И не богословскими своими познаниями поразил он меня (о. Савва Струве окончил теологический факультет в Германии и Богословский институт в Париже), а своим смирением пред братией обители, своею детской жалостливостью к страждущим и обременённым прихожанам, особенно же — к больным детям. Во мне он лелеял помощника себе, и в течение двух лет пребывания моего в обители постепенно освобождался от многого любимого, возлагая его на мои плечи. Так, любил он: литургисание, типографию, школу и лечение больных… Но прежде, нежели освоился я с существеннейшими сторонами пастырства — в самой толще крестьянства, он терпеливо учил меня: как компоновать и готовить к выпуску газету (я умел только править корректуру), как стать доподлинно народным учителем и как лечить народ простейшими врачебными средствами.
Я познал о. Савву в этом непосредственном водительстве мною как редкого цельного человека, до чрезвычайности преданного своему живому, совестливому, деятельнейшему пастырству.
Я положительно не помню его свободным, отдыхающим от дел. Днём и ночью непрерывно трудился он на своей ниве. Спал ли когда-нибудь?! Конечно, спал, но как и когда? И — конечно же — не на постели, так как последней я не помню в его кельи. Он спал сидя за рабочим столом, у горящей лампы, с пером в ослабевших пальцах. Хорошо, если ночной обходчик увидит в окне запоздалый свет, осторожно заглянет в келью, увидит о. Савву спящим (голова опущена на руки), и погасит лампу. А нет, так и прогорит она до самого пробуждения старца (игумен обители, духовник обители и настоятель местного прихода (о. Савва) — считались старцами); а пробуждался он сам и через час, и через два, и опять за прерванную работу. А в 3 часа утра — уже подъём: — «Бдению время, молитве час»… тогда как сна ещё почти и не было. И идут все в типографию, где находится большой образ Преподобного Иова Почаевского. Здесь старцы — игумен, духовник и настоятель прихода — раньше всех. Обычно в типографии читались братии утренние правила (молитвы), занимавшие час времени. Затем начинались разнообразные послушания. Обычно до ранней трапезы (до 8 часов утра) шли занятия в монастырской школе, которой заведовал я. Игумен в это время просматривал почту, о. Савва принимал посетителей, а духовник о. Кассиан служил Литургию.
O. Савва иногда сам отправлялся в какое-либо село — совершать требы и обходить больных. Очень часто он брал и меня с собой. Но гораздо чаще я водворялся в типографии, где читал корректуру, просматривал свежий материал для газеты и детского журнала. Ровно в полдень был обед (полдник) и вслед за ним — двухчасовой отдых. Но последнего никогда не было у о. Саввы, так как он всегда был чем-нибудь занят.

19 февраля 1935 года иеромонах Савва изъявил желание «поехать на седмицу в Братиславу хлопотать о подданстве. Постановили: благословить о. Савве ехать в Братиславу, но обязательно с ковчежцем Целителя Пантелеимона и вернуться в Чистый Понедельник». В марте 1935 года иеромонах Савва предложил пригласить из Праги в обитель опытного регента К. В. Соболева с целью улучшения монастырского пения. Протоколы духовного собора Ладомировской обители содержат множество примеров тому, как последовательно и настойчиво стремился иеромонах Савва к сохранению и совершенствованию внутреннего распорядка жизни монастыря. Когда 1 мая 1935 года он просил предоставить ему недельный отпуск для поездки к епархиальному архиерею, то отпустить его решили и с тем, «чтобы он постарался найти на Карп[атской] Руси подходящих для Обители послушников».
И без того нелёгкое материальное положение обители усугублялось церковно-административными неурядицами и стремлением епископа Мукачевско-Пряшевского Дамаскина (Грданички), в чьём ведении формально пребывало Ладомировское братство, вмешиваться в его жизнь. Это отразилось на судьбе Саввы (Струве) тяжким испытанием: «В 1935 г. был представлен я к сану игумена. В это же время Арх. Виталий приказал арх. Серафиму взять канонский отпуск, который еп. Дамаскин с удовольствием ему выдал, желая избавиться от нежелательного неспокойного субъекта. Но арх. Серафим, получив канонский отпуск, преспокойно положил его в карман и остался во Владимировой. Это был ловкий ход арх. Виталия, который хотел сохранить свое духовное гнездо от вмешательства еп. Дамаскина. А в монастыре в это время была очень тяжелая обстановка. У о. Серафима обострилась его нервная экзема псориаз, он неистовствовал, пускался часто врукопашную с послушниками и всем от этого было очень не по душе. И тогда у о. Алексия Дехтерева возникла мысль сделать меня настоятелем, воспользовавшися тем обстоятельством, что Вл. Дамаскин должен был на Введение возвести меня в сан игумена. <…> Я согласился и принял от Вл. Дамаскина не только сан, но и власть игумена. Но была большая ошибка Еп. Дамаскина, что, дав мне бумажный декрет, он забыл мне вручить посох. Ну и приехал я с бумажкой, а она мне мало что помогла. Если бы был посох, я бы ударил им оземь и закричал: „Я тут законный настоятель, а не ты“. Большая часть братии была на моей стороне и возможно, что я бы и удержался. А как не было у меня посоха и он мне в ответ: „ты игумен, да неумен, я два факультета кончил, а ты один и у меня жезл архимандричий“. Так я и смяк и пришлось уступить и попал я между двух огней. Вл. Дамаскин не мог простить мне ослушание, не утверждал меня настоятелем прихода, и три года я не получал госуд[арственного] жалования. А арх. Серафим и его правая рука от. Иов считали меня до самого своего отъезда предателем».

### В годы второй мировой войны
14 марта 1939 года парламент Словакии провозгласил независимость, а на следующий день германские войска оккупировали Богемию и Моравию. Таким образом, Ладомировское Типографское братство оказалось на территории нового государства, в течение последующих шести лет существовавшего в тесном союзе с Германской империей и под её защитой. Находясь в центре охваченной войною Европы, Братство получило единственную в своем роде возможность для продолжения своей миссионерской работы. После раздела Польши и присоединения к Советскому Союзу Западной Белоруссии и Украины, стран Прибалтики, а после Советского нападения на Финляндию — и Карельского перешейка монастырь в Ладомировой осталась фактически единственным настоящим русским монастырем в свободной от большевиков части Европы. 24 ноября 1939 года в монастырь приехал с Цейлона архимандрит Нафанаил (Львов). C приездом архимандрита Нафанаила в редакцию газеты вошёл новый талантливый автор, уже с последнего номера 1939 года ставший третьим техническим редактором издания. В годы войны, которая почти до самого её завершения мало ощущалась в формально союзной Германии, а фактически почти нейтральной Словакии, участие игумена Саввы в издательской и редакционной работе братства было весьма активным, несмотря на приходское служение.
В мае 1941 года именно игумену Савве поручают вступить в переписку с отличавшимся странностями в поведении настоятелем русского братиславского прихода игуменом Михаилом (Диким) по поводу намерения монастыря открыть подворье в столице Словацкого государства. Писать следовало так, «чтобы в письме отразилось полное единодушие Дух[овного] Собора по этому вопросу и чтобы ни одна часть письма его не могла бы быть использована против мысли о подворье».
В середине августа 1941 года игумен Савва и архимандрит Серафим (Иванов) в заседании духовного собора снова вынуждены договариваться: «Слушали выяснение недоразумения возникшего между о. архимандритом Серафимом и о. игуменом Саввой. О. игумен Савва признал для себя обязательным подчиняться о. архимандриту Серафиму во всех делах, кроме приходских. В приходских же делах имеющих соприкосновение с обительскими […] как то о совместном служении, о домике Е. С. Подгаецкого и под[обных] совещаться. О. архим. Серафим высказал пожелание, чтобы о. иг. Савва принимал возможно большее участие в братских богослужениях. И в свою очередь обещал всегда елико возможно идти навстречу пожеланиям о. Саввы в его приходской и просветительской работе. Таковыми заявлениями недоразумение было полностью исчерпано». Подпись игумена Саввы в качестве члена духовного собора последний раз встречается под протоколом No 165 от 2 сентября 1941 года. Затем, вплоть до 5 ноября (No 169), для неё оставляют место, так и оставшееся незаполненным. Вероятно, в это время игумен Савва, живущий на приходе в Межилаборце, редко бывает в монастыре.
8 февраля 1942 года игумен Савва сообщал епископу Сергию (Королёву), что живёт на приходе в Межилаборце, где к нему присоединился о. Игнатий Чокина и где они принимаются «за постройку свято Владимирского храма» — первого Владимирского храма в Карпатах. «В обители теперь тяжко и с топливом и со средствами, но печатание продолжается. По родному приходу тоскую, но душевно здесь мне легче спокойнее, мирнее и полезнее».
В 1942 года П. Б. Струве с женой узнают из письма архимандрита Серафима (Иванова), что обитель занимается печатанием «молитвенников и евангелий для очищенных от большевиков областей. Уже отпечатали и по слали 30000 молитвенников и пятьдесят тысяч евангелий. Кроме того закончили напрестольное Евангелие на церковно-славянском языке. Работы много, но работа радостная. […] Кроме того мы отпечатали антиминсные платы, которые по освящении их в Берлине были отправлены в Минск, Смоленск и Орёл, а равно и в другие местности».
В августе 1942 года духовный собор рассмотрел вопрос «о том что о. Савва выдал известные удостоверения задним числом. Постановили выразить ему категорическое порицание и предупредить что если ещё раз он совершит подобное, то будет исключен из Братства». О каких именно документах шла речь, не ясно.
13/26 августа в 3 часа утра в Ладомировском монастыре в присутствии всех манатейных монахов был совершён тайный постриг в великую схиму любимого игуменом Саввой давнего его знакомца протоиерея Сергия Четверикова, духовника Русского студенческого христианского движения: «Доколе возможно после того он останется в нашей обители а зимой уедет в Братиславу. Окончательно поселиться он хочет в Валаамском монастыре. От. Сергий получил полный канонический отпуск от М. Евлогия и дал обещание не занимать в дальнейшем никаких административных [постов]».
В последнем декабрьском No 23-24 (No 350—351) «Православной Руси» 1942 года игумен Савва в последний назван в числе технических редакторов газеты. После этого в издании наступил вынужденный пятимесячный перерыв, а в No 1-2 за 1943 года, вышедшем 28 мая / 6 июня, упомянуты только два технических редактора — архимандриты Серафим и Нафанаил.
В 1942—1944 годы иугмен Савва состоял настоятелем прихода в селении Межилаборци и подолгу отсутствовал из монастыря. 7 декабря 1943 года духовным собором решено было, «что о. иг.[умен] Савва должен будет официально перейти в Ладомирову. Постановляется что поселившись в обители, он обязан будет ходить к повечерию, по возможности ходить к полунощнице не опаздывать к трапезам в трапезную, в случае же опоздания будет лишен трапезы, должен будет во время пребывания в Ладомировой исполнять все требы и служить по крайней мере раз в неделю».
Ещё весной 1943 года Берлинский митрополит Серафим (Ляде) отдал распоряжение настоятелю Братства архимандриту Серафиму (Иванову) «в случае прихода сюда большевиков, взяв с собой главные святыни, всей братии уходить всеми возможными путями», а к весне 1944 года было подготовлено два плана эвакуации, зависевших от скорости вторжения Красной армии в Словакию, причём, согласно последнему плану внезапной эвакуации, игумену Савве поручалось нести монастырские ценности — «антиминс, большой ковчежец с мощами Целителя Пантелеимона и малый чемодан со священными сосудами и воздухами». Указанием для эвакуации всей обители решено было считать взятие Перемышля, причём настоятель братства и настоятели приходов должны были уходить в последнюю минуту.
7/20 июля 1944 года в протокол заседания духовного собора обители было записано, что «по добровольному согласию не уходит и остаётся настоятелем обители и приходов игумен Савва», а с ним послушник Афанасий, трудник Лев и некоторые сотрудники Братства из числа мирян. Не едущим выдавали на руки по 2-3 тысячи крон. 16/29 июля в виду взятия Перемышля постановили «всей братии во главе с иером. Иовом в понедельник 18/31 июля покинуть Обитель за исключением о. Нафанаила [Львова] и о. Виталия [Устинова]». Игумену Савве оставляли второй ковчежец с мощами великомученика Пантелеимона и маленький образ прп. Иова Почаевского с частицей его мощей. Однако 30 июля 1944 года духовный собор был созван в отсутствие настоятеля архимандрита Серафима по просьбе о. Саввы, который протестовал против эвакуации почти всего имущества братства, в особенности «чисто церковного, библиотеки и ремней от машины. По настойчивой просьбе о. Саввы постановлено оставить икону Почаевской Божией Матери (оригинал) и отделить маленькую частичку от мощей св. пророка, предтечи крестителя Господня Иоанна». На следующий день большая часть Братства покинула Ладомирову и переселилась в заранее подготовленное помещение на окраине Братиславы. Далее путь их лежал в Германию, Швейцарию и США. 7 сентября 1944 года указом митрополита Серафима (Ляде) игумен Савва (Струве) назначен приходов в Словакии.
15 ноября 1944 года в Ладомирову вошли части Красной армии. Селение сильно пострадало от советских налётов, особенно досталось территории монастыря — от типографского корпуса и прочих зданий остались лишь стены. Погибли четыре печатных станка, двигатель, оборудование для изготовления клише, расплавился шрифт, сгорело огромное количество готовых книг и брошюр. По окончании боевых действий игумен Савва подготовил документ о понесенном обителью ущербе, составившем, согласно его подсчётам, 1 миллион 714 тысяч крон. От монастыря уцелели только храм и дом доктора Подгаецкого, погибло или было расхищено более трёх тысяч томов разных изданий на сумму в 570 тысяч крон. До января 1945 года в Ладомировой оставалось шесть насельников во главе с игуменом Саввой (Струве). В январе 1945 года добровольно остались трое насельников: игумен Савва, экспедитор Братства монах Вячеслав (Нестеренко) и престарелый послушник Василий Винокуров. По свидетельству протоиерея Михаила Кернашевича, в течение двух месяцев боев немецких войск и наступавшей Красной армии игумен Савва скрывался вместе с местными жителями в окрестных лесах и в течение этого времени сберегал великие святыни. Игумен Савва назначен администратором в покинутую братией обитель.
В течение длительного времени игумен Савва, в меру своих способностей, оказывал врачебную помощь местному населению, вовсе лишенному её… Он считал это занятие тяжёлым искушением, несколько раз от него отказывался, но, в последний раз «вернувшися во Владимирову, когда не было во всем округе ни доктора, ни аптеки, невольно из сострадания стал снова возвращаться к медиц.[инской] практике».

### Послевоенные годы
В 1945 году вернувшийся из неволи архиепископ Мукачевский и Пряшевский Владимир (Раич) возвёл игумена Савву в сан архимандрита и назначил настоятелем фактически не существовавшего уже монастыря. После войны архимандрит Савва вернулся в Ладомирову. Из сооружений монастыря невредимыми остались лишь храм и приёмная для гостей, которую позже жители разобрали и использовали как строительный материал для своих домов. Деревня была опустошена войной. В нашем храме немцы складировали зенитные орудия, а в нынешнем приходе жил немецкий генерал. Стены храма были задымлены от огня, который там разжигали немцы.
После войны не находилось подходящего человека, который бы смог работать в областной администрации от Ладомировой, и поэтому народ выбрал архимандрита Савву членом послевоенного районного национального комитета в Свиднике. Он работал в Комиссии социального обеспечения пострадавшего населения Поддуклянского района, многократно обращался в Словацкий национальный совет за материальной помощью для местных жителей. Этот пост он занимал с 4 февраля до 24 июля 1945 года. Михаил Курятник вспоминал: «Взялся он управлять народным комитетом и был членом окружного народного выбора. Ходил из Владимирова в Свидник каждый день пешком с просьбами, прошениями и хлопотами, чтобы помочь своим прихожанам. И по его ходатайствам им подавалась одежда и пропитание».
Мысль о возрождении монастырской жизни в Ладомировой не оставляет о. Савву, оказавшегося почти в полном одиночестве: «Теперь я воодушевляюсь мыслью обновлять здесь монастырь, но на чисто духовных монаст[ырских] началах и с целью служения народу. […] Если переживем эту тяжелую зиму, тогда весной, аще будет на то благословение архиерейское, приеду в Прагу со св. мощами Целителя Пантелеимона пособирать на монастырь, ибо со средствами у нас очень туго». 11 сентября 1945 года в Ладомировой собрался собор православного духовенства, созванный епархиальным администратором протоиереем Ю. Кузаном для решения дальнейшей судьбы Чехословацкой православной церкви. Единогласно было постановлено выйти из юрисдикции Сербской церкви и присоединиться к Русской православной церкви. Известно, что архимандрит Савва возглавлял делегацию православного духовенства на переговорах с архиепископом Фотием (Топиро) по поводу включения приходов в Восточной Словакии в юрисдикцию Русской православной церкви.
О последнем периоде жизни архимандрита Саввы также поведал священник Михаил Курятник: «Наши священники просили уговорить о. Савву принять епископство, но он отказался, сказал, что он не достоин быть епископом. Получив отказ, я ушёл в Межилаборцы. Через некоторое время, из письма о. Саввы я узнал, что прихожане увезли его в дом для душевнобольных. О. игумен Игнатий поехал навестить о. Савву, и вернувшись ко мие говорит, что надо бы о. Савву взять из больницы, но кто может это сделать? Я согласился взять о. Савву и он приехал ко мне и некоторое время мы жили вместе, хотя комната у нас была маленькая. Однажды смотрю, а отец Савва куда-то исчез. Искал его везде, — куда он мог потеряться? Наконец нашёл, уже при заходе солнца, в разрушенном монастыре в Кр. Броде, где он стоял при вратах на коленях и молился. Мы вместе помолились и пошли пешком в Межилаборцы. Через несколько недель о. Савва ушёл в село Боров, где была домовая церковь. У хозяина этой церкви, Андрея Скалы, о. Савва остался жить недолго. Служил службы для своих прихожан, а ночи проводил в молитвах или сидя спал. Почти ничего он не ел, ни варёного, ни хлеба, съедал только в неделю 2-3 печёные картошки. И так он болел, а тут ещё без хлеба, без чаю и без соли — одна картошка и всё. Доложили об этом его брату Аркадию Петровичу Струве в Вену, и он стал часто писать ему в Боров. Во Владимирове не было священника. Прихожане и церковный совет попросили о. Савву отдать этот приход мне. В ноябре 1946 года я поселился в бывшем монастыре и стал обслуживать соседние приходы и навещать православных в школах — во Владимирове, Кр. Чёрное, Вагринец, в Свиднике и Стропкове. Каждый день я обходил школы пешком. Вскоре пришло письмо от владыки Сергия и брата о. Саввы из Вены, в котором они просили взять о. Савву к себе во Владимирово. О. Савва сам тоже хотел поселиться около могил своих собратьев и там молиться Богу. Перевез я о. Савву и вещи его (которых почти не было), и там началась новая жизнь — подвиг юродства. Он ни с кем не общался и меня просил ни кого к нему не пускать. Раз я сказал о. Савве: „я знаю, что вы делаете!“. Он мне ответил: „если знаешь, то молчи!“. Приходил о. игумен Игнатий из Чертёжного к o. Савве и хотел подражать ему в подвиге юродства, но о. Савва сказал: „вам еще рано!“. Так о. Савва жил в подвиге и молитве, жил в храме, как летом, так и зимой. Зимой сильно мёрз, так что ноги его были отморожены и на них открылись незаживающие гнойные язвы. Он терпеливо всё это переносил и никак не хотел выдать своих мук, но иногда лицо его искажалось от боли, тогда только можно было заметить, как ему тяжело. Он делал вид, что сам лечит свои раны, но они делались всё хуже. Послал меня о. Савва к врачу в больницу в Свидник и просил, чтобы я привёз врача, который сказал бы ему, правильно ли он лечит раны. Врач приехал и сказал, что лечит он сам себя правильно. А мне наедине врач сказал, что о. Савва будет жить ещё 1-2 дня. Так и сбылось».
Архимандрит Савва скончался в воскресенье, в ночь с 13 на 14 марта 1949 года, в половине второго, в монастыре в Ладомировой. Предсмертное духовное завещание архимандрита Саввы, составленное в Чистый четверг 12/25 февраля 1949 года, было оглашено в храме после отпевания 15 марта и позже опубликовано вместе с его фотографией и отчётом о погребении на кладбище любимого им монастыря. Экзарх митрополит Елевферий (Воронцов) приказал архимандриту Андрею (Коломацкому) отслужить в среду 16 марта 1949 года для усопшего архимандрита Саввы похороны с литургией преждеосвященных даров. С отцом архимандритом Саввой пришло попрощаться большое количество духовенства, много верующих из Ладомировой, Вагринца, Крайнего Чёрного и из многих других деревень. Прощальную речь у могилы от имени деревенских жителей всего района произнёс заведующий администрацией местного народного комитета Иван Гуменик: «Он жил с нами в мирное время, но остался с нами и в тяжелые дни Второй мировой войны, подбадривая нас своими пастырскими советами и молясь с нами Господу Богу об избавлении от несчастья и боли. Так мы узнали, что это — настоящая христианская душа. Человека и пастыря с такой душой в наше время вообще, и особенно в нашем окружении, не было…». По воспоминаниям священника Михаила Курятника: «Все плакали и рыдали, и целый день прошёл в плаче и смятении, да и потом плач о нём не прекращался ещё много дней и даже лет».
В 1951 году на могиле архимандрита Саввы был установлен мраморный крест, сделано металлические ограждение.

## Память
Члены молодёжного православного братства «Синдесмос» стали устраивать зимой встречи и молебны в память об архимандрит Савва (Струве). Они работали с крестьянами, собирали воспомниания о жизни подвижника, записывали и публиковали информацию.
Как писал в 2019 году словацкий сайт korzar писал: «о духовном отце архимандрите Савве Струве по сей день вспоминают с любовью как о жертвенном, смиренном и молитвенном человеке».